# Thelotrema leucomelaenum
Thelotrema leucomelaenum är en lavart som beskrevs av Nyl. Thelotrema leucomelaenum ingår i släktet Thelotrema och familjen Graphidaceae.   Inga underarter finns listade i Catalogue of Life.